# Курпеченская балка
Курпеченская балка (также Курпечская балка, Корпечская балка, Гасан-дере, Кой-Асан, Койасанская балка, Огасан; укр. Курпеченська балка, крымскотат. Körpeç yılğası, Корьпеч йылгъасы) — балка на Ак-Монайском перешейке Крымского полуострова. Проходит по территории двух районов — Ленинского и Кировского. Название по исчезнувшему селу Корпечь.
Длина водотока проходящего по балке составляет 10,6 км. Общая водосборная площадь 56,5 км². Берёт свое начало на южном склоне Парпачского хребта. Рассекая его, балка впадает в залив Сиваш.
Балка неоднократно запружена. В 1976 году в пойме и на прилегающий к Курпеченской балке территории построено Фронтовое водохранилище. До 1941 года на месте ныне располагающегося Фронтового водохранилища было село Кой-Асан Татарский. Водоохранная зона реки установлена в 100 м.